# يوسف حبيبي
بحر الدين يوسف حبيبي (بالإندونيسية: Jusuf Habibie) (25 يونيو 1936 -11 سبتمبر 2019)، كان سياسيًا ومهندسًا وعالمًا إندونيسيًا شغل منصب الرئيس الثالث لإندونيسيا بين عامي 1998 و1999. بعد أقل من ثلاثة أشهر من تنصيبه كنائب الرئيس السابع في مارس 1998، خلف سوهارتو، الذي استقال بعد 32 عامًا في منصبه. نظرًا لأصوله من سولاوسي وبوجيس جورونتالية وجاوية، فقد اعتُبرت رئاسته علامة فارقة وانتقالًا إلى عصر الإصلاح.
بعد توليه منصب الرئيس، قام بتحرير قوانين الصحافة والأحزاب السياسية في إندونيسيا؛ وأنهى الاحتلال الإندونيسي لتيمور الشرقية، ما أدى إلى استقلال البلد؛ أجرى انتخابات ديمقراطية مبكرة قبل ثلاث سنوات من الموعد المقرر، ما أدى إلى نهاية رئاسته. كانت فترة رئاسته التي استمرت 517 يومًا ونائبه لمدة 71 يومًا أقصر فترة في تاريخ إندونيسيا. قبل دخوله الحكومة، ساهم حبيبي في صنع أول طائرة محلية في إندونيسيا، طائرة IPTN N-250. نتيجةً لذلك، مُنح لقب «أبو التكنولوجيا».

## بداية حياته
وُلِد حبيبي في باريبار، جنوب سولاوسي، لوالداه، علوي عبد الجليل حبيبي، مزارع من بوجيس غورونتالي، من جورونتالو، ولأمه، آر. إيه. توتي ماريني بوسبوواردوجو، نبيلة جاوية من يوجياكارتا. التقيا أثناء الدراسة في بوجور.
تنحدر عائلة حبيبي من كابيلا، إلى الشرق مباشرة من بلدة غورونتالو في شمال سولاويزي. كان الرابع من بين ثمانية أطفال. توفي والد حبيبي عندما كان يبلغ من العمر 14 عامًا.
في عام 2018، وافقت حكومة مقاطعة جورونتالو على دعم بناء نصب تذكاري لحبيبي أمام البوابة الرئيسية لمطار جلال الدين في منطقة جورونتالو. الإضافة إلى ذلك، اقترح إعادة تسمية جامعة ولاية جورونتالو تكريمًا له، على الرغم من عدم اعتماد الاقتراح في النهاية.

## التعليم
سافر حبيبي إلى دلفت، هولندا، لدراسة الطيران والفضاء في جامعة دلفت للتكنولوجيا، ولكن لأسباب سياسية (النزاع في غرب غينيا الجديدة بين هولندا وإندونيسيا)، كان عليه أن يواصل دراسته في Technische Hochschule Aachen (جامعة RWTH Aachen) في آخن، ألمانيا. في عام 1960، حصل حبيبي على درجة مهندس في ألمانيا بعنوان Diplom-Ingenieur. بقي في ألمانيا كمساعد باحث تحت إشراف هانز إبنر في Lehrstuhl und Institut für Leichtbau، RWTH Aachen لإجراء بحث للحصول على درجة الدكتوراه.

## مسيرته الهندسية
في عام 1962، عاد حبيبي إلى إندونيسيا لمدة ثلاثة أشهر في إجازة مرضية. خلال هذا الوقت، التقى مجددًا بحصري عينون، ابنة آر. محمد بيساري. كان حبيبي يعرف حصري عينون من طفولته، وفي المدرسة الإعدادية وفي المدرسة الثانوية في مدرسة إس. إم. إيه. كريستين داغو (مدرسة داغو المسيحية الثانوية العليا)، باندونغ. تزوج الاثنان في 12 مايو 1962، وعادا إلى ألمانيا بعد ذلك بفترة وجيزة. استقر حبيبي وزوجته في آخن لفترة قصيرة قبل الانتقال إلى أوبرفورستباخ. في مايو 1963، أنجبا ابنًا، إلهام أكبر حبيبي.
وجد حبيبي فيما بعد وظيفة في شركة Waggonfabrik Talbot للسكك الحديدية، حيث أصبح مستشارًا في تصميم عربات القطار. بسبب عمله مع ماكوش، عرض رئيس بناء القطارات منصبه على حبيبي عند التقاعد بعد ثلاث سنوات، لكن حبيبي رفض المنصب.
في عام 1965، قدم حبيبي أطروحته في هندسة الطيران وحصل على درجة «جيد جدًا»، ما منحه لقب Doktoringenieur (دكتور في الهندسة). في العام نفسه، قبل عرض هانز إبنر لمواصلة بحثه في المرونة الحرارية والعمل على شهادة التأهل للأستاذية، لكنه رفض العرض للانضمام إلى RWTH كأستاذ. كما اجتذبت أطروحته حول البناء الخفيف للحالات الأسرع من الصوت أو الأسرع من الصوت عروض عمل من شركات مثل بوينج وإيرباص، والتي رفضها حبيبي مرة أخرى.

## حياته السياسية

### وزير في مجلس الوزراء (1978-1998)
في عام 1978، عُين وزيرًا للدولة للبحث والتكنولوجيا (بالإندونيسية: Menteri Negara Riset dan Teknologi, Menristek). استمر في لعب دور مهم في الصناعات «الإستراتيجية» الأخرى في هذا المنصب. بحلول ثمانينات القرن العشرين، نمت شركة الفضاء والطيران الإندونيسي (آي بي تي إن) بشكل كبير، وتخصصت في تصنيع المروحيات وطائرات الركاب الصغيرة. تحت قيادة حبيبي، أصبحت (آي بي تي إن شركة مصنعة للطائرات بما في ذلك مروحيات بوما وطائرات سي إيه إس إيه. كانت طائرة جاتوتكاكا إن 250 رائدة في مجال طائرات الركاب الصغيرة في عام 1995، لكن المشروع فشل تجاريًا. في تطوير صناعة الطيران في إندونيسيا، تبنى حبيبي نهجًا يسمى «البدء من النهاية والنهاية في البداية». في هذه الطريقة، أصبحت عناصر مثل البحث الأساسي آخر الأشياء التي يجب التركيز عليها، بينما تم وضع التصنيع الفعلي للطائرات كهدف أول.
بحلول عام 1991، أشرف حبيبي على عشر صناعات مملوكة للدولة بما في ذلك بناء السفن والقطارات والصلب والأسلحة والاتصالات والطاقة. وفقًا لتقديرات عام 1993 أنفقت الدولة 2 مليار دولار في تمويل ا، على الرغم من أن ممارسات المحاسبة غير الشفافة للحكومة تعني أن حجم الصناعات لم يكن معروفًا تمامًا.
وبصفته وزيرًا، أنشأ حبيبي برنامج المنح الدراسية الخارجية، وبرنامج العلوم والتكنولوجيا وتنمية القوى العاملة، وبرنامج العلوم والتكنولوجيا من أجل التنمية الصناعية. وفرت هذه البرامج الثلاثة منحًا دراسية لآلاف خريجي المدارس الثانوية للحصول على درجات البكالوريوس في مجالات العلوم والتكنولوجيا والهندسة والرياضيات، وللمهنيين التقنيين الآخرين لمواصلة دراستهم للحصول على درجة الماجستير والدكتوراه في الولايات المتحدة وأوروبا واليابان ودول أخرى.
في عهد سوهارتو، وكما كان متوقعًا من كبار المسؤولين التنفيذيين في الحكومة، أصبح حبيبي عضوًا في منظمة جولكار. عينه سوهارتو نائبًا لمنسق يومي لرئيس المجلس التنفيذي في عام 1992، وفي العام التالي أصبح منسقًا يوميًا.
وأثناء خدمته في مجلس الوزراء، انتُخب حبيبي أيضًا كأول رئيس لجمعية المثقفين المسلمين الإندونيسيين في عام 1990. وفرت له هذه المنظمة الإسلامية الحديثة قاعدة سياسية مرتبطة بإدارة سوهارتو ولكنها مستقلة عنها.
في يناير/كانون الثاني 1998، وبعد قبوله الترشيح لولاية سابعة كرئيس، أعلن سوهارتو معايير الاختيار لترشيح نائب الرئيس. لم يذكر سوهارتو حبيبي بالاسم، ولكن اقتراحه بأن يكون نائب الرئيس القادم متمكنًا من العلوم والتكنولوجيا جعل من الواضح أنه كان يفكر في حبيبي.
في ذلك العام، وفي خضم الأزمة المالية الآسيوية، قوبل هذا الاقتراح باستياء شديد، مما تسبب في انخفاض قيمة الروبية الاندونيسية. على الرغم من هذا، انتُخب حبيبي نائبًا للرئيس في مارس/آذار 1998.

## روابط خارجية
- يوسف حبيبي على موقع الموسوعة البريطانية (الإنجليزية)
- يوسف حبيبي على موقع مونزينجر (الألمانية)
- يوسف حبيبي على موقع إن إن دي بي (الإنجليزية)